# Cantone di Levallois-Perret
Il Cantone di Levallois-Perret è una divisione amministrativa dell'Arrondissement di Nanterre.
Esistito dal 1893 al 1967, è stato ricostituito a seguito della riforma approvata con decreto del 26 febbraio 2014, che ha avuto attuazione dopo le elezioni dipartimentali del 2015.

## Composizione
Comprende il solo comune di Levallois-Perret.